# Jefferson Starship
Jefferson Starship es una banda estadounidense de rock formada en los comienzos de los años 70 por varios exmiembros de la banda de rock psicodélico Jefferson Airplane. La banda ha pasado por muchos cambios en su formación y géneros musicales a través de los años. La formación actual se encuentra en un estilo mucho más cercano al que tuvieran en sus comienzos, entre el rock psicodélico y electro folk y no en el que les diera reconocimiento mundial en los años 80, orientado al pop rock más comercial. No debe confundirse a Jefferson Starship con Starship, una banda derivada de esta, liderada por el también excantante de Jefferson Starship, Mickey Thomas, cuyo estilo si es más frecuentemente identificado como aquel pop rock de los 80 de Jefferson Starship.

## Historia

### Paul Kantner/Jefferson Starship
En comienzos de los 70s, durante un período de transición en que Jefferson Airplane estaba en proceso de deshacer su formación, su guitarrista-cantante Paul Kantner, graba el disco Blows Against the Empire, un álbum conceptual, presentando una reunión de músicos conformada por Kantner, Grace Slick, Joey Covington y Jack Casady de Jefferson Airplane; Crosby & Nash; y miembros de Grateful Dead y Santana. Kantner da a la formación el nombre de Paul Kantner/Jefferson Starship, siendo esta la primera aparición del nombre Starship. Tienen incontables éxitos que las nuevas generaciones adoptan como propios.

### Jefferson Starship

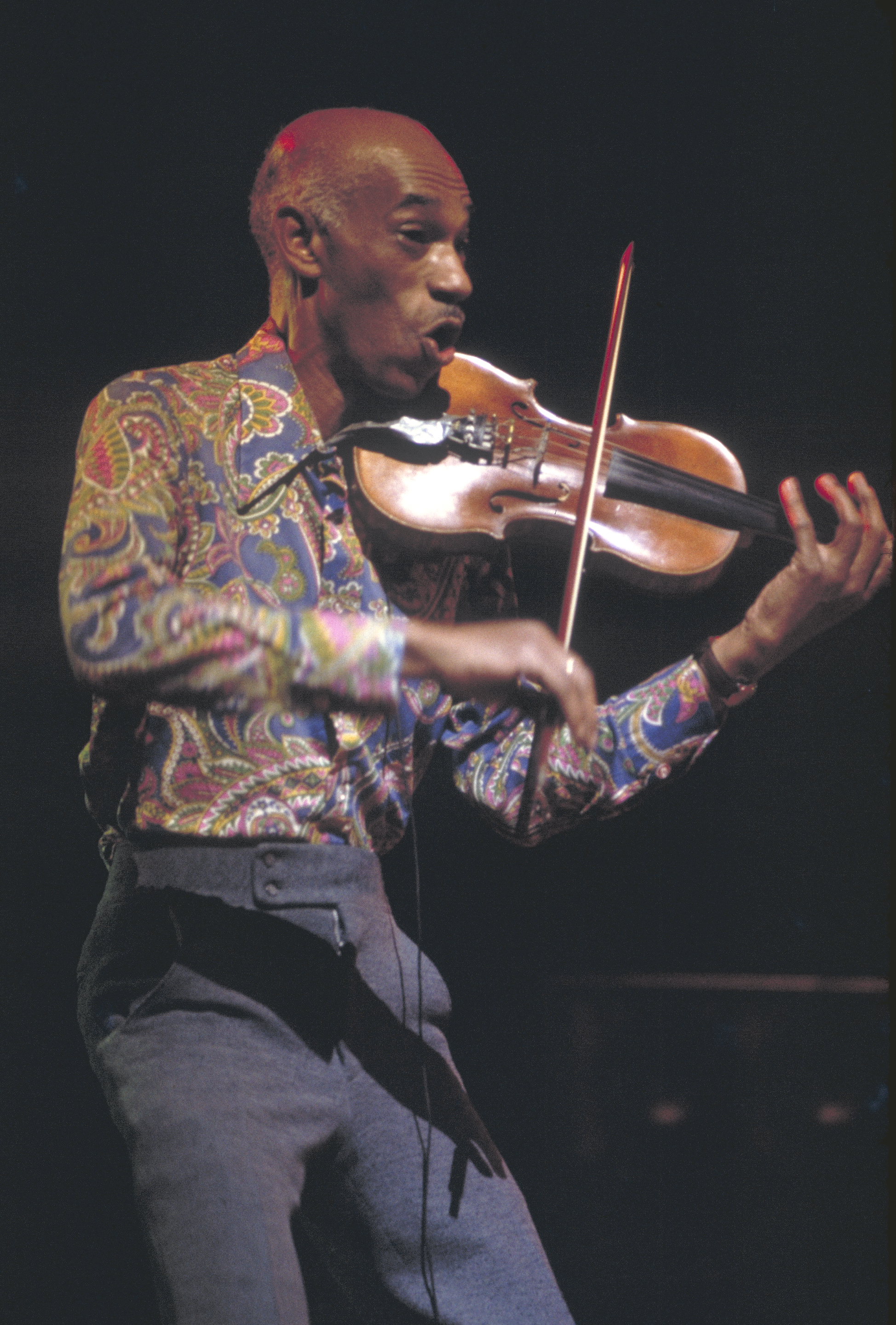
Papa John Creach (1974)

Luego de la completa disolución de Jefferson Airplane entre 1972 y 1973, en 1974, Kantner forma Jefferson Starship junto con Grace Slick y David Freiberg (otros exmiembros de Jefferson Airplane), sumando otros músicos que habían tocado previamente con ellos como John Barbata, Papa John Creach, Peter Kaukonen (reemplazado luego de la primera gira en 1974 por Pete Sears), Craig Chaquico y Marty Balin.

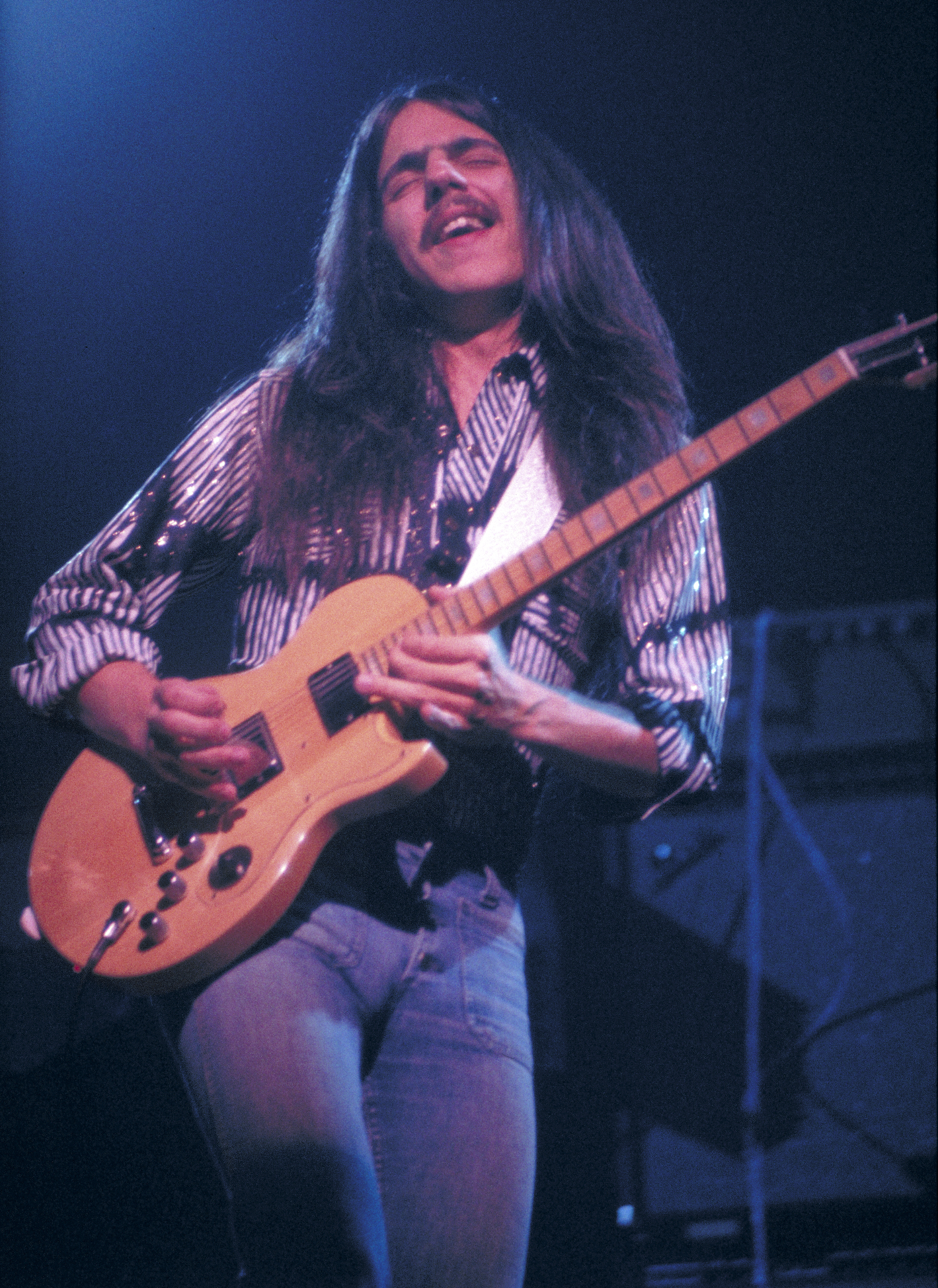
Craig Chaquico (1974)

Esta alineación de la banda probó ser la más exitosa comercialmente. El disco de 1975 Red Octopus, alcanzó el status de múltiple platino por sus ventas y llegó a ubicarse en la posición número 1 del ranking de la revista Billboard.
En 1978, Marty Balin abandona la banda, dejando a Kantner y compañía sin una primera voz, es entonces cuando se une a la banda quien sería su nuevo cantante principal, Mickey Thomas.

### Starship
A partir de 1985, una derivación de la banda continúa como Starship. Para más información, ver su artículo: Starship (banda)

### The Next Generation

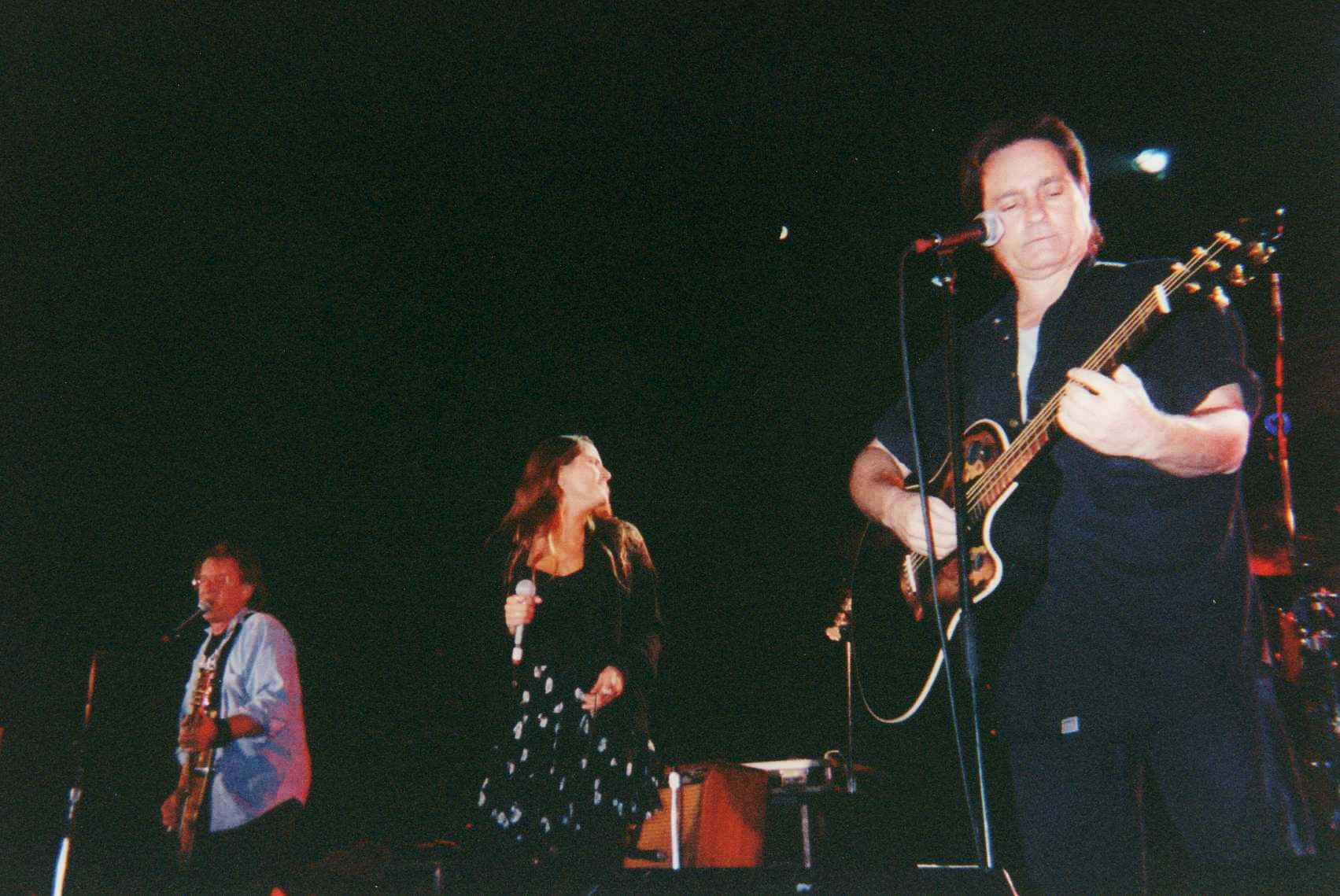
Paul Kantner, Diana Mangano y Marty Balin (1996)

En 1992, Kantner forma Jefferson Starship – The Next Generation, un grupo que, en forma variada, incluiría a antiguos miembros de Jefferson Airplane, Jefferson Starship y Starship. Luego de un par de años, el grupo abandonaría el uso del The Next Generation y comenzaría a presentarse nuevamente como Jefferson Starship.
Hasta la muerte de Kantner en enero de 2016, la banda seguía presentándose con su líder Paul Kantner (voz y guitarra), David Freiberg (voz y guitarra), Donny Baldwin (batería), Cathy Richardson (voz), Chris Smith (teclados)y el nuevo guitarrista Jude Gold. La banda a menudo presentaba músicos invitados como Balin, Gould, Gorman y el bajista y tecladista original de Jefferson Starship, Pete Sears.

## Discografía
- Dragon Fly (1974)
- Red Octopus (1975)
- Spitfire (1976)
- Earth (1978)
- Freedom at Point Zero (1979)
- Modern Times (1981)
- Winds of Change (1982)
- Nuclear Furniture (1984)
- Windows of Heaven (1998)
- Jefferson's Tree of Liberty (2008)